# Signify
Signify — четвёртый студийный альбом британской прогрессивной рок-группы Porcupine Tree. Альбом был выпущен в сентябре 1996 года, перевыпущен в 2003 со вторым диском с демозаписями, которые ранее были выпущены на кассете би-сайдов Insignificance, а также на виниле 9 мая 2011 года. Является первым альбомом, который Стивен Уилсон записал с группой в полном составе от начала до конца; предыдущие альбомы преимущественно были записаны усилиями самого Уилсона с редкой помощью от других музыкантов.

## Предыстория

### Написание и запись
Signify — первый альбом Porcupine Tree, который был записан группой в полном составе, а не одним Стивеном Уилсоном с редкой помощью от других музыкантов, прежде всего тех, кто станет полноценными участниками группы; это Ричард Бэрбери, Колин Эдвин и Крис Мэйтленд. В 1995 группа чередовалась между концертами в поддержку их последнего альбома, The Sky Moves Sideways, и написанием и записью альбома. Уилсон описывал это следующим образом: «Альбом был записан по частям. Треки были написаны и записаны по группам из двух или трёх с перерывами до 3 месяцев.» Из-за этого некоторое песни, хоть и в раннем виде, дебютировали в живую раньше самого релиза альбома.
Эдвин говорил, что Уилсон хоть и давал ему много свободы с частями бас-гитары, но иногда мог попросту заменить его демозаписи на его собственные работы на финальной версии, как это было с треками «Sever» и «Dark Matter». Цель Бэрбери для своего вклада во время сессий записи Signify была «…использовать то, что в изоляции имело бы странное и абстрактное звучание или текстуру и заставить это работать в контексте поп-песни».

### Звучание
В отличие от предыдущих альбомов, которые в основном были записаны одним Уилсоном, этот альбом был помечен переходом в жанре с приобретением полного состава группы. Первые три альбома группы характеризуются как альбомы в жанре психоделический рок и экспериментальный спейс-рок. Этот альбом сохранил эти качества, но в то же время приблизился к более структурированному, подходящему для радио и коммерческому звучанию.

## Детали композиций
Заглавный трек альбома «Signify» изначально представлял из себя демо кавер-версии песни краут-рок-группы Neu! «Hallogallo», но после экспериментирований группы приобрёл свою настоящую форму. Изначально альбом должен был заканчиваться треком «Signify II», но позже был вырезан для сокращения общего времени длительности. Эта песня содержит рифф из заглавного трека и «Hallogallo», но она менее грубая, имеет другие части и расширен почти что вдвое. Эта композиция всё равно была выпущена позже на компиляции Stars Die: The Delerium Years 1991–1997, и некоторые её части были исполнены в живую в соединении с заглавным треком, как это и представлено на лайв-альбоме Coma Divine.
Трек «Every Home Is Wired» отражает отношение Уилсона к интернету в то время, а «Dark Matter» затрагивает тёмную сторону гастролей в поддержку релизов альбомов. «Every Home Is Wired» состоит из 37 отдельных сверхдублированных вокальных композиций. Трек «Light Mass Prayers» был написан барабанщиком Крисом Мэйтлендом и фактически не содержит игры на барабанах вовсе. Демоверсии треков «Signify», «Waiting», «Sever» и «Dark Matter» были включены в компиляцию би-сайдов и демозаписей Insignificance; последние два под названиями «Sever Tomorrow» и «Dark Origins». Другая демозапись из этой эры, «Wake as Gun», в конечном счёте была использована в другом проекте Уилсона, No-Man, в песне «Jack the Sax» (из мини-альбома 1997 года Dry Cleaning Ray).

## Отзывы критиков
| Оценки критиков | Оценки критиков |
| Источник        | Оценка          |
| --------------- | --------------- |
| Allmusic        | [ 10 ]          |
| DPRP            | [ 11 ]          |

Отзывы об альбоме были в основном положительными. В Allmusic альбому дали четыре из пяти звёзд, восхваляя альбом как «…ещё один большой шаг для Porcupine Tree, отчётливый прогресс в том, как четвёрка может совершенно оторваться и в то же время найти свой собственный наркотический стиль исследования эмбиента…» The Dutch Progressive Rock Page также похвалили альбом, дав среднюю оценку 8 из 10, заявляя, что «Signify — не лучший альбом Porcupine Tree, и это несомненно не один из тех альбомов, которые я мог бы порекомендовать новичку, который хочет послушать эту группу… Но это не значит, что альбом не является качественным. CD содержит песни, которые стали однозначной классикой Porcupine Tree, как например заглавный хэви-метал-трек „Signify“ …первая попытка группы в качестве сингла, „Waiting“ и „Dark Matter“.» Повествовательные переходы между треками также были оценены.

## Список композиций
Все тексты написаны Стивеном Уилсоном.
| №                   | Название               | Музыка                        | Длительность |
| ------------------- | ---------------------- | ----------------------------- | ------------ |
| 1.                  | «Bornlivedie»          | Уилсон/Бэрбери                | 1:41         |
| 2.                  | «Signify»              | Уилсон                        | 3:26         |
| 3.                  | «Sleep of No Dreaming» | Уилсон                        | 5:24         |
| 4.                  | «Pagan»                | Уилсон                        | 1:34         |
| 5.                  | «Waiting (Phase One)»  | Уилсон                        | 4:24         |
| 6.                  | «Waiting (Phase Two)»  | Уилсон                        | 6:15         |
| 7.                  | «Sever»                | Уилсон                        | 5:30         |
| 8.                  | «Idiot Prayer»         | Уилсон/Эдвин                  | 7:37         |
| 9.                  | «Every Home Is Wired»  | Уилсон                        | 5:08         |
| 10.                 | «Intermediate Jesus»   | Уилсон/Бэрбери/Эдвин/Мэйтленд | 7:29         |
| 11.                 | «Light Mass Prayers»   | Мэйтленд                      | 4:28         |
| 12.                 | «Dark Matter»          | Уилсон                        | 8:57         |
| Общая длительность: | Общая длительность:    | Общая длительность:           | 61:56        |

### Insignificance и второй диск
В 1997 году была выпущена коллекция би-сайдов и демо с сессий записи Signify на кассете под названием Insignificance. Когда Signify был переиздан в 2003 году на Delerium Records и в 2004 году на Snapper Music, Insignificance стала вторым диском Signify c немного изменённым списком композиций. Более поздние переиздания не содержат треки «Door to the River» или «Insignificance», но всё равно содержат десять треков из-за включения трека «Dark Origins» и разделение «Hallogallo/Signify» в два отдельных трека.
| Трек | Кассета 1997 года                        | Переиздания 2003 и 2004 годов на двух CD |
| ---- | ---------------------------------------- | ---------------------------------------- |
| 1    | «Wake as Gun 1» — 3:24                   | «Wake as Gun 1» — 3:29                   |
| 2    | «Hallogallo/Signify» — 6:53              | «Hallogallo» — 3:37                      |
| 3    | «Waiting» — 6:45                         | «Signify» — 3:28                         |
| 4    | «Smiling Not Smiling» — 3:40             | «Waiting» — 6:56                         |
| 5    | «Wake as Gun 2» — 3:42                   | «Smiling Not Smiling» — 3:49             |
| 6    | «Neural Rust» — 5:47                     | «Wake as Gun 2» — 2:06                   |
| 7    | «Sever Tomorrow» — 6:01                  | «Neural Rust» — 5:53                     |
| 8    | «Door to the River» — 4:17               | «Dark Origins» — 6:54                    |
| 9    | «Insignificance» — 4:54                  | «Sever Tomorrow» — 6:04                  |
| 10   | «Nine Cats» (акустическая версия) — 4:03 | «Nine Cats» (акустическая версия) — 4:08 |

### Другие треки
Би-сайды из этой эры, включая «The Sound of No-One Listening» (из сингла «Waiting» и оригинального винила Signify) и «Fuse the Sky» (ремикс заглавного трека из The Sky Moves Sideways, выпущенный на эмбиент-компиляции) появляются в дополнение к «Signify II» и «Colourflow in Mind» (ауттейк из альбома) на компиляции Stars Die: The Delerium Years 1991–1997.
Кроме того, альбом студийных импровизаций того же периода, который называется Metanoia, был выпущен в 1998 году. Импровизационные сессии содержат ранее невыпущенный материал и материал, который был использован в ранее выпущенных песнях; трек «Metanoia/Intermediate Jesus» был изменён и стал фоновой композицией песни «Intermediate Jesus». Треки «Door to the River» и «Insignificance» так же из этих сессий и включены в релиз, вероятно из-за чего они были удалены из будущих версий Insignificance.
В примечаниях альбома Insignificance Уилсон ссылается на никогда не записанный трек «Cryogenics». Он базировался на «Mesmer I» из Metanoia (он также содержит часть из «Wake as Gun») и был исполнен в живую группой один раз в 1995 году. Укороченная версия песни была сыграна во время тура в Италии в начале 1997 года. Он был записан в Риме (с другим материалом, который вошёл в лайв-альбом Coma Divine), но никогда не был микширован или выпущен из-за недовольства группы по поводу исполнения.

## Участники записи
Группа
- Стивен Уилсон — гитара, пианино, орган, меллотрон, сэмплы, тейпы, банши-гитара, программинг ударных, колокольчики, музыкальная шкатулка, вокал
- Ричард Бэрбери — синтезатор, орган Хаммонда, Prophet V/System 700, пианино, тейпы, звучание, секвенсор
- Эдвин Колин — электрический бас, контрабас
- Крис Мэйтленд — ударные, тарелки, перкуссия, вокальная гармония на «Waiting (Phase One)» и «Sever», барабанные петли, клавишные и голоса на «Light Mass Prayers»

Дополнительно
- Terumi — голоса (первый трек)
- Производство и микшинг — Стивен Уилсон
- Мастеринг — Крис Торп на Serendipity
- Арт и дизайн — Джон Блэкфорд